# 蒙戈 (蘇里南)
蒙戈是蘇里南的城鎮，由馬羅韋訥區負責管轄，位於該國東北部蘇里南河右岸，距離首府阿爾比納90公里，主要經濟活動是漁業，2012年人口8,252。
5°37′N 54°24′W / 5.617°N 54.400°W